# 广州蛇根草
广州蛇根草（学名：Ophiorrhiza cantoniensis）为茜草科蛇根草属的植物。分布于越南以及中国大陆的四川、贵州、海南、广东、云南、广西等地，生长于海拔200米至2,700米的地区，多生在密林下沟谷边，目前尚未由人工引种栽培。
其种加词“cantoniensis”意为“广东的”。

## 异名
- Ophiorrhiza yintakensis Masam.